# Kozoite-(La)
La kozoite-(La) è un minerale appartenente al supergruppo dell'ancylite.

## Etimologia
Il nome è in onore del chimico e mineralogista giapponese Kozo Nagashima (1925-1985), pioniere nello studio della cristallografia chimica delle terre rare.